# Starbreeze Studios
Starbreeze Studios è un'azienda svedese dedita allo sviluppo e alla pubblicazione di videogiochi con sede a Stoccolma, fondata nel 1998 da Magnus Högdahl.

## Storia
Starbreeze Studios è una software house svedese attiva dal 1998, raggiunge la vera notorietà solo nel 2004 con la pubblicazione per PC e Xbox di The Chronicles of Riddick: Escape from Butcher Bay, titolo basato sulla saga cinematografica con Vin Diesel che si avvale di un ottimo successo di critica e pubblico, grazie al suo sapiente miscuglio di meccaniche stealth e atmosfere dark.
Nel 2008 venne pubblicato anche un seguito intitolato Escape from Dark Arena.
Nel 2009 Starbreeze ha pubblicato una raccolta contenente entrambi i titoli. La software house è celebre anche per aver sviluppato il primo episodio della saga The Darkness, basata sul fumetto omonimo edito dal 1996 da Top Cow, e nel 2012 Syndicate.

## Videogiochi

### Sviluppatore
| Anno | Videogioco                                         | Piattaforma                         |
| ---- | -------------------------------------------------- | ----------------------------------- |
| 2000 | The Outforce                                       | Windows                             |
| 2002 | Enclave                                            | Windows, Xbox                       |
| 2004 | Knights of the Temple: Infernal Crusade            | Windows, Xbox, PlayStation 2        |
| 2004 | The Chronicles of Riddick: Escape from Butcher Bay | Windows, Xbox                       |
| 2007 | The Darkness                                       | Xbox 360, PlayStation 3             |
| 2009 | The Chronicles of Riddick: Assault on Dark Athena  | Windows, Xbox 360, PlayStation 3    |
| 2012 | Syndicate                                          | Windows, Xbox 360, PlayStation 3    |
| 2013 | Payday 2                                           | Windows, Xbox 360, PlayStation 3    |
| 2013 | Brothers: A Tale of Two Sons                       | Windows, Xbox 360, PlayStation 3    |
| 2018 | Overkill's The Walking Dead                        | Windows                             |
| 2023 | Payday 3                                           | Windows, Xbox Series, PlayStation 5 |

### Editore
| Anno | Videogioco         | Piattaforma                      |
| ---- | ------------------ | -------------------------------- |
| 2016 | Dead by Daylight   | Windows, Xbox One, PlayStation 4 |
| 2017 | Raid: World War II | Windows, Xbox One, PlayStation 4 |